# Tangara couronné
Tachyphonus coronatus
Espèce
Statut de conservation UICN

 LC  : Préoccupation mineure
Le Tangara couronné (Tachyphonus coronatus), aussi appelé Tangara à couronne est une espèce de tangara de la famille des Thraupidae. Il n'en existe aucune sous-espèce connue.

## Répartition
On le trouve au Brésil, au Paraguay et en Argentine.

## Galerie

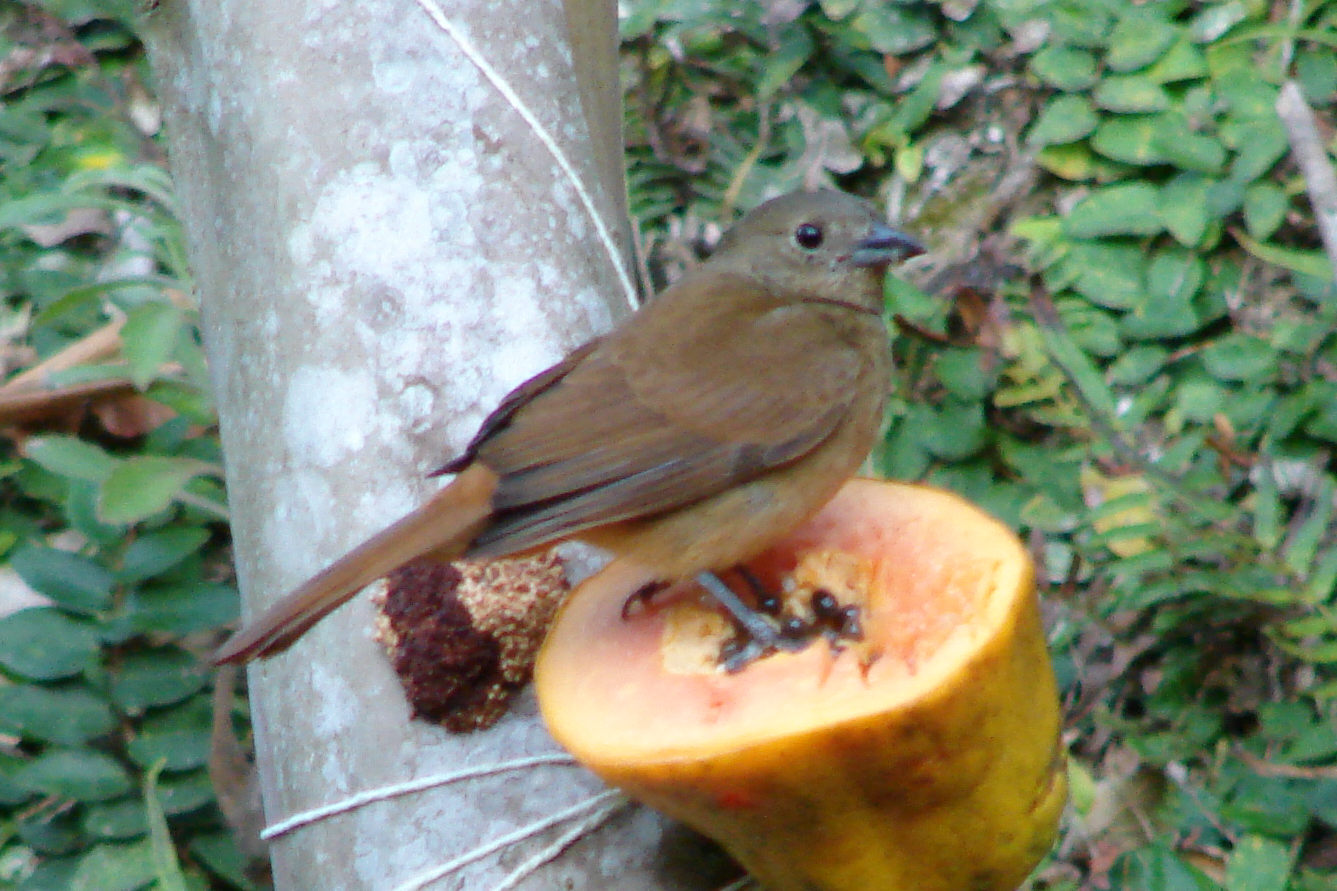
femelle